# 722

## أحداث
- معركة كوفادونجا أول معركة ينتصر فيها مسيحيو أيبيريا على المسلمين (وقائع وتاريخ المعركة كلها ترجيحات).

## مواليد
- سعيد بن عبد الرحمن الجمحي قاضي بغداد، ومن رجال الحديث النبوي

## وفيات
- مجاهد بن جبر